# Guina
Guina, właśc. Aguinaldo Roberto Gallon Otta (ur. 4 lutego 1958 w Ribeirão Preto) – piłkarz i trener brazylijski, występujący podczas kariery na pozycji ofensywnego pomocnika.

## Kariera klubowa
Karierę piłkarską Guina rozpoczął w klubie Comercial Ribeirão Preto w 1977 roku. W latach 1977–1981 występował w CR Vasco da Gama. W lidze brazylijskiej zadebiutował 16 października 1977 w zremisowanym 1-1 meczu z Americano FC. Z Vasco zdobył mistrzostwo stanu Rio de Janeiro – Campeonato Carioca w 1977.
Również w Vasco 18 kwietnia 1981 w zremisowanym 0-0 meczu z Ponte Preta Campinas Guina wystąpił w lidze brazylijskiej. Ogółem w latach 1977–1981 wystąpił w lidze w 81 meczach, w których strzelił 14 bramek.
W latach 1981–1991(z krótką przerwą na grę w portugalskim CF Os Belenenses) Guina występował w Hiszpanii. 
Występował kolejno w Realu Murcia(dwukrotnie spadał i awansował do Primera División), CD Tenerife(awans do ekstraklasy w 1989) oraz Elche CF(spadek do trzeciej ligi). Łącznie w Primera División Guina rozegrał 93 spotkania, w których strzelił 9 bramek.
Karierę piłkarską Guina zakończył w 1993 roku w Mauaense Mauá.

## Kariera reprezentacyjna
W reprezentacji Brazylii Guina zadebiutował 31 maja 1979 w wygranym 5-1 towarzyskim meczu z reprezentacją Urugwaju. Drugi i ostatni raz w reprezentacji Guina wystąpił 5 lipca 1979 w zremisowanym 1-1 towarzyskim meczu ze stanem Bahia.
| Mecze i gole w reprezentacji | Mecze i gole w reprezentacji | Mecze i gole w reprezentacji | Mecze i gole w reprezentacji | Mecze i gole w reprezentacji | Mecze i gole w reprezentacji | Mecze i gole w reprezentacji |
| #                            | Data                         | Miasto                       | Przeciwnik                   | Gol                          | Wynik                        | Rozgrywki                    |
| ---------------------------- | ---------------------------- | ---------------------------- | ---------------------------- | ---------------------------- | ---------------------------- | ---------------------------- |
| 1.                           | 31.05.1979                   | Rio de Janeiro               | Urugwaj                      |                              | 5:1                          | towarzyski                   |
| N1.                          | 05.07.1979                   | Salvador                     | Bahia                        |                              | 1:1                          | towarzyski                   |